# Olsztyński Teatr Lalek

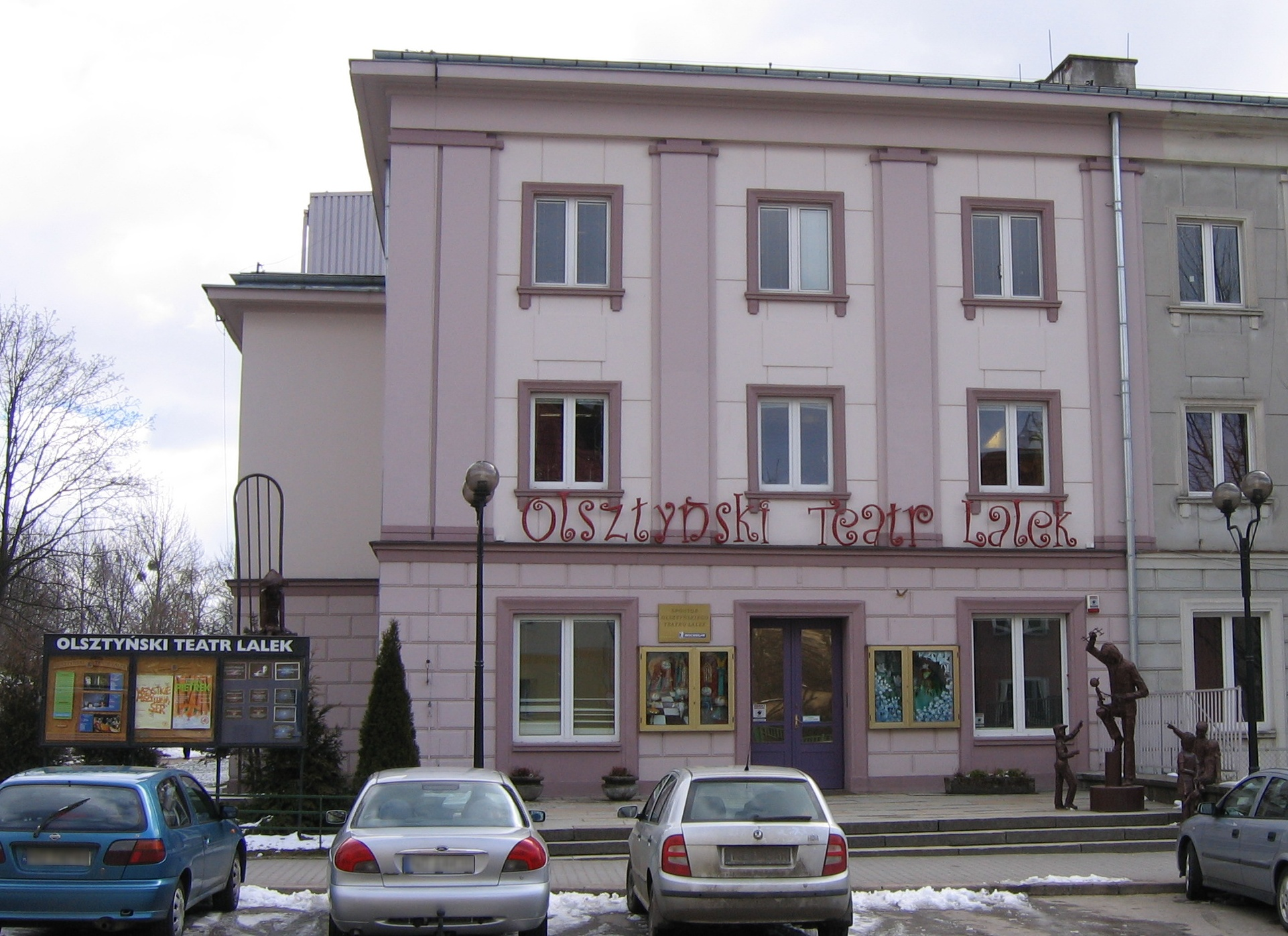

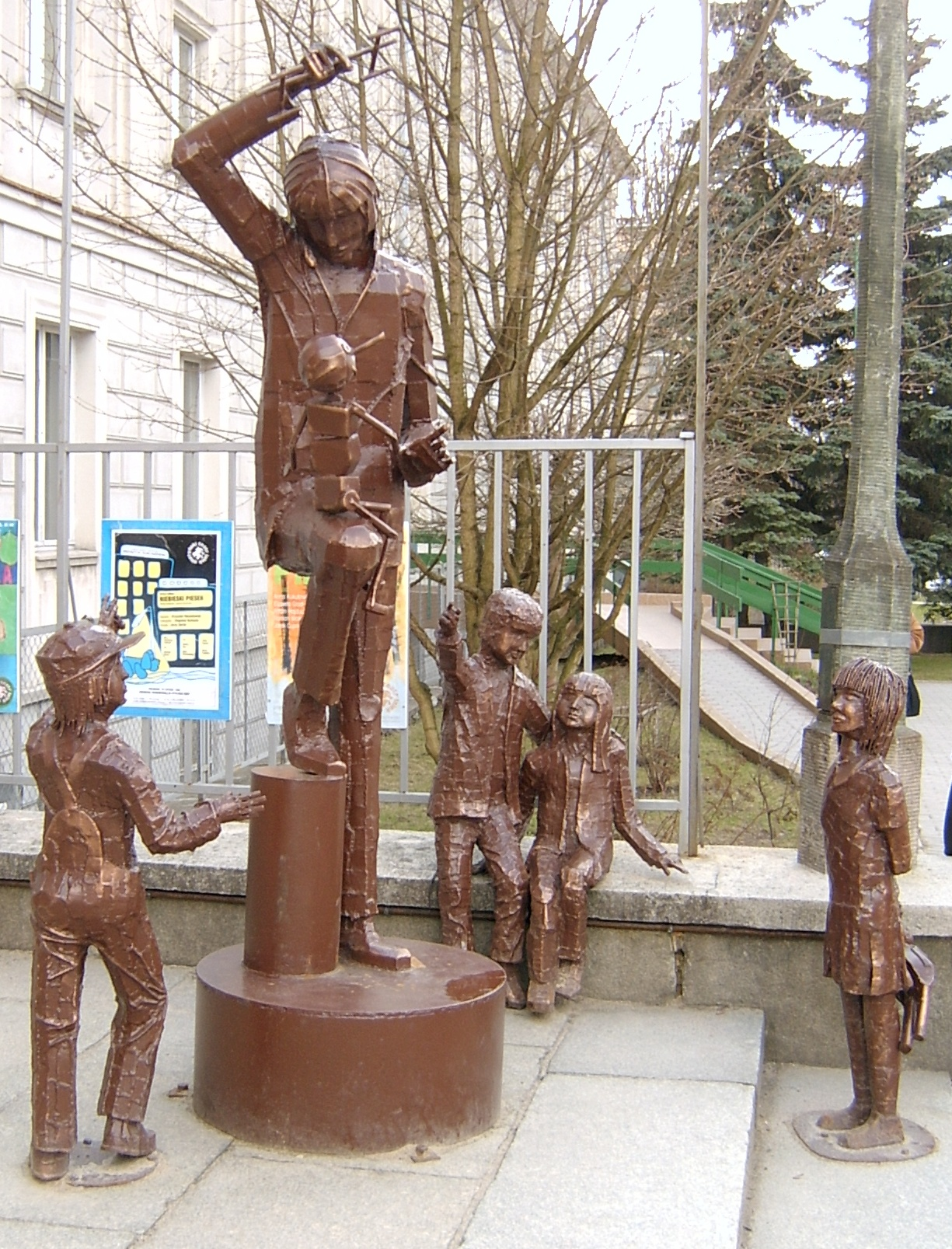

Olsztyński Teatr Lalek – teatr lalek w Olsztynie założony w 1953 roku.

## Kalendarium
- 13 listopada 1953 – powołane zostaje Stowarzyszenie Teatru Kukłowego Ziemi Warmińsko-Mazurskiej "Czerwony Kapturek", które pod kierownictwem Mieczysława Czerwińskiego daje pierwszą premierę: Piękna była to przygoda
- lipiec 1954 – teatr otrzymuje budynek przy obecnym placu Bema, zwany Belwederkiem, z salą na 170 miejsc
- 1961 – upaństwowienie teatru
- 1988 – teatr opuszcza gmach przy placu Bema i przez kilka lat funkcjonuje jako teatr lalkowy bez stałej siedziby
- 1989 – teatr otrzymuje salę konferencyjną przy ul. Głowackiego 17 z przeznaczeniem na salę widowiskową
- 29 stycznia 1994 – oficjalne otwarcie sceny, połączone z jubileuszem 40-lecia Teatru
- wrzesień 2001 – inauguracja działalności Sceny Kameralnej (60 miejsc)